# 1861년 이탈리아 총선
1861년 이탈리아 총선은 이탈리아 왕국의 수립 과정에서 이탈리아 하원 443인을 선출하기 위한 첫 선거로 1861년 1월 27일 1차 투표, 2월 3일 2차 투표가 치러졌다. 1861년 3월 4일 토리노의 국회의사당에서 처음 소집되었으며 그로부터 13일 후에 이탈리아 왕국의 건국과 국가 통일을 정식 선언하였다.
초대 총선은 25세 이상의 남성에 문맹 상태가 아니며 일정 수준의 세납자만이 유권자로서 투표할 수 있도록 규정한 사르데냐 왕국의 1848년 선거법에 따라 실시되었다. 전체 선거는 소선거구제를 도입하였으며 각 지역구별 1위 후보가 선거구 등록 유권자의 3분의 1에 해당하는 득표율이나 50% 이상의 득표를 받지 못한 경우에는 2차 투표가 실시되었다. 당시 이탈리아 왕국의 일방적인 합병으로 극심한 갈등을 겪고 있던 교황은 가톨릭 신자에 선거에 참여하지 말 것을 촉구했다.

## 선거 운동
초대 선거에서 총 3개 정파가 참여하였는데, 우선 역사적 우파는 전 사르데냐 왕국 총리 출신의 카밀로 벤소 카보우르 백작이 이끌었다. 카보우르 백작은 정계에 오랫동안 몸담은 인물로서 이탈리아 통일 운동의 주도자였다.
제2세력인 역사적 좌파는 자유주의 성향의 우르바노 라타치가 이끌었다. 우르바노 라타치는 이탈리아 좌익 원내단체의 창립자였다.
두 세력에 반대하는 제3세력의 역사적 극좌는 이탈리아 혁명가이자 통일운동의 핵심인물인 주세페 마치니가 이끌었으며 극좌 성향 후보의 연합이었다.
이탈리아 총 인구 약 2천2백만 명 가운데 투표권을 행사할 수 있는 사람은 남성 418,696명에 불과했다.

## 참여 정당
| 정당 | 정당        | 성향 | 대표                    |
| ---- | ----------- | ---- | ----------------------- |
|      | 역사적 우파 | 보수 | 카밀로 벤소 디 카보우르 |
|      | 역사적 좌파 | 자유 | 우르바노 라타치         |
|      | 역사적 극좌 | 극좌 | 주세페 마치니           |

## 선거 결과

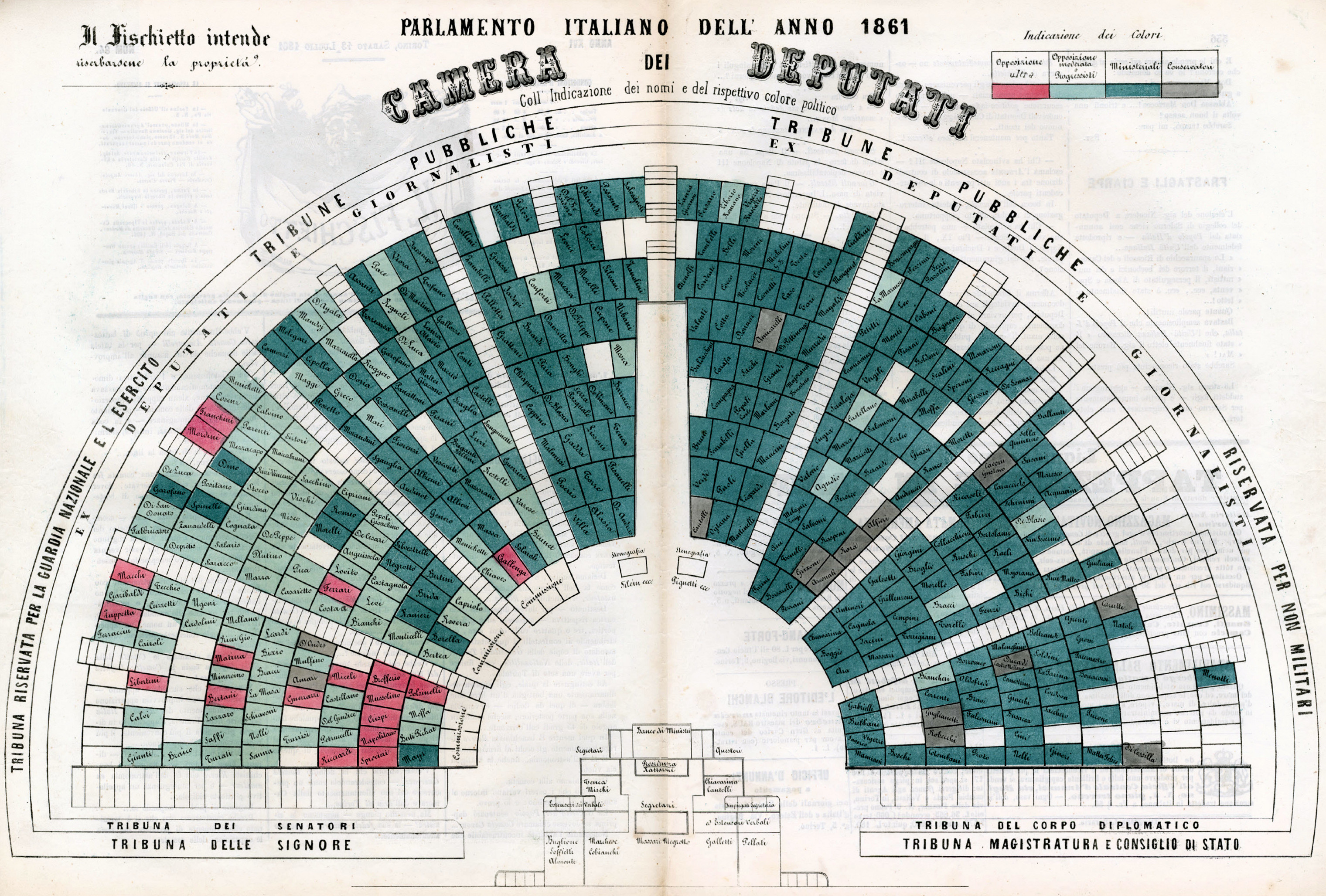
1861년 《피시에토》지에 소개된 의원 성향별 이탈리아 하원 구성

선거 결과 우파 성향의 후보가 전체 득표율 가운데 46.1%, 443석 정원에 342석을 차지해 원내 제1세력으로 부상했다. 이들은 북부 이탈리아의 불로소득 부유층을 대표하는 귀족들로서 국왕에 충성하고 낮은 수준의 정부예산을 운용하며 온건 성향의 정치관을 지녔다. 우파 대표 카밀로 벤소 디 카보우르는 이탈리아 왕국의 초대 총리로 당선됐다.
오늘날의 선거처럼 특정 정당에 후보가 소속되어 출마한 선거가 아니었으므로 성향 분류기준에 따라 세부적인 선거 결과가 달라질 수 있다. 다음은 2010년 Nohlen과 Stöver의 연구에서 분류한 선거 결과이다.
| 정당                  | 정당        | 결과         | 결과  | 결과      |
| 정당                  | 정당        | 득표수       | %     | 비율      |
| --------------------- | ----------- | ------------ | ----- | --------- |
|                       | 역사적 우파 | 약 110,400표 | 46.1% | 342 / 441 |
|                       | 역사적 좌파 | 약 48,900표  | 20.4% | 62 / 441  |
|                       | 역사적 극좌 | 약 5,500표   | 2.3%  | 14 / 441  |
|                       | 무소속      | -            | 3.9%  | 23 / 441  |
|                       | 기타        | -            | 27.3% | 0 / 441   |
|                       |             |              |       |           |
| 총 투표수             | 239,583표   | 57.22%       |       |           |
| 유권자                | 418,696표   | 100.00%      |       |           |
| 출처: Nohlen & Stöver |             |              |       |           |